# Ванцина
Ванцина (рум. Vanţina) — село в Сорокском районе Молдавии. Наряду с сёлами Пырлица и Малая Ванцина входит в состав коммуны Пырлица.

## География
Село расположено на высоте 273 метра над уровнем моря.

## Население
По данным переписи населения 2004 года, в селе Ванцина проживает 306 человек (151 мужчина, 155 женщин).
Этнический состав села:
| Национальность | Число жителей | Процентный состав |
| -------------- | ------------- | ----------------- |
| молдаване      | 303           | 99,02             |
| румыны         | 3             | 0,98              |
| Всего          | 306           | 100 %             |